# Proteopharmacis latifasciata
Proteopharmacis latifasciata är en fjärilsart som beskrevs av Butler 1882. Proteopharmacis latifasciata ingår i släktet Proteopharmacis och familjen mätare. Inga underarter finns listade i Catalogue of Life.